# Annette Obrestad
Annette Obrestad (Sandnes, 18 settembre 1988) è una giocatrice di poker norvegese.
È nota principalmente per la sua vittoria nel Main Event della prima edizione delle World Series of Poker Europe: alle WSOPE 2007 vinse 1.000.000 di sterline, sconfiggendo nell'heads-up finale 
il gallese John Tabatabai.
Vanta inoltre 2 piazzamenti a premi nel World Poker Tour, e 3 nell'European Poker Tour (tra i quali un secondo posto nella tappa di Dublino 2007).
È la persona più giovane ad aver mai vinto un braccialetto delle WSOP, avendo vinto le WSOPE 2007 a 18 anni e 364 giorni d'età.